# Wapen van Ermelo

Wapen van Ermelo (1972)

Wapen van Ermelo (1816 - 1972)

Het wapen van Ermelo is het wapen van de gemeente Ermelo, bestaande uit een witte pauw met een Maltezer kruis en een getralied schildhoofd. De beschrijving luidt:
"In azuur een aanziende pronkende pauw, in de rechter bovenhoek vergezeld van een Maltezer kruis, alles van zilver; een schildhoofd van goud, getralied met van de kruispunten uitgaande, naar beneden gerichte, uitgebogen punten, alles van sabel. Het schild gedekt met een gouden kroon van 3 bladeren en 2 parels."

## Geschiedenis
Ermelo was in de Franse tijd samen met Nunspeet en Elspeet een schoutambt. In 1812 werd Ermelo daar vanaf gescheiden, maar alweer in 1817 ermee samengevoegd. Er ontstond toch een behoefte Ermelo en Nunspeet weer te splitsen. Dat gebeurde in 1972. Voor die tijd voerde men een wapen met daarop vrouwe Justitia die, behalve van de gebruikelijke attributen, ook van een lictorbundel eveneens met een eg en een ploeg was voorzien, dit alles in de rijkskleuren. De beschrijving luidt:
"Van lazuur beladen met een beeld der gerechtigheid."
In 1972 moest een nieuw wapen worden ontworpen. Daarbij werden enkele historische symbolen opgenomen in het blazoen. De pauw op het wapen herinnert aan een oude traditie. Vanaf de 14e eeuw werden in Staverden witte pauwen gefokt voor de helmen van de graven en hertogen van Gelre. Het Maltezer kruis herinnert aan het voormalig klooster Sint-Jansdal, gesticht in 's Heeren Loo door een commandeur met tien Maltezer ridders. Het getraliede schildhoofd is een gestileerde voorstelling van een ploegende eg, ter herinnering aan het agrarische verleden van de gemeente. De afgescheiden gemeente Nunspeet heeft hetzelfde getraliede schildhoofd, in andere kleuren: zilveren tralies op een rood veld. Het wapen werd op 20 juli 1972 verleend aan de gemeente Ermelo.

## Verwant wapen

Wapen van Nunspeet